# День шефа
День ше́фа (день боса) відзначається 16 жовтня.

## Історія започаткування
У 1958 році американська секретарка Патріція Гароскі запропонувала нове свято — День Шефа. У 1962 році це свято було офіційно затверджене губернатором штату Іллінойс. Цю традицію підтримали багато країн, свято поширилося на інші країни.